# Debi Handley
Debi Handley (o Debbie; ...) è un'ex sciatrice alpina statunitense.

## Biografia
Debi Handley vinse il titolo nazionale statunitense nello slalom gigante nel 1973; non debuttò in Coppa del Mondo e non prese parte a rassegne olimpiche o iridate.

## Palmarès

### Campionati statunitensi
- 1 oro (slalom gigante nel 1973)[2]